# Звезделин Цонев
Звезделин Цонев е български писател. Действителното му име е Тодор Цонев Сейков. До 1944 г. той издава 41 свои творби, по-голямата част от които са на историческа тематика..

## Биография
Звезделин Цонев е роден през 1903 г. в град Плевен. Негов дядо е Димитраки Парваноолу (1847 – 1932), внук на уста Гечо (1805 – 1885). Завършва гимназия в Плевен, където публикува първите си художествено творби. През 1928 г. постъпва като студент в Свободния университет (сега УНСС) в София, където следва финанси. Знае немски, френски, турски, сръбски и румънски език. В периода 1940 – 1944 г. работи като началник на Контрола по печата. Публикува разкази в централния печат, занимава се с изследване за Ботевата чета и установява самоличността на около 100 от четниците.
След Деветосептемврийския преврат през 1944 г. Цонев е изключен от Съюза на българските писатели, арестуван и хвърлен в Софийския централен затвор. През есента част от творбите му са включени в т. нар. „Списък на литературата, обявена за изземване“. Впоследствие е освободен, но през 1947 г. е арестуван отново и е изпратен в лагера „Свети Врач“, където по това време са въдворени редица български писатели и културни дейци, сред които Димитър Талев, Славчо Красински и други.
Участва в списването на литературните сборници и списания „Изгрев“, „Светли зари“, „Теменуги“, „Пробуждане“, „Литературни звуци“, „Мимози“, „Родна мисъл“, сп. „Нива“, сп. „Родина“, „Завети“ и вестниците „Росица“, „Мир“, „Щурец“, „Търновски епархийски вести“ и румънския „Адеверул“.
Умира на 1 март 1981 г. в София. Баща е на писателя Пламен Цонев.

## Творчество
- Зла прокоба” (1919) – повест
- „Сенки по пътя“ (1925) – поезия
- „Творчеството на Иван Кирилов“ (1926) – литературна есеистика
- „Идеи, живот и поезия“ (1928)
- „Вчера, днес и утре“ (1930)
- „Сидер войвода“ (1930, 1939) – историческия очерк за Сидер Грънчаров
- „Град Лясковец в миналото и днес“ (1932)
- „История на град Горна Оряховица и околностите му Лясковец и Арбанаси“ (1932)
- „Велчовата завера. 1835 – 1935“ (1935) – исторически очерк
- „Извори и документи по Велчовата завера“ (1936) – съвместно с Петко Крусев
- „Родословията на трима дейци от Заверата“ (1936) – съвместно с Димитър Мамарчев
- „Старини из българската земя“ (т. 1 – 1933, 1937) – исторически очерци
- „Монастирите и старинните църкви в Арбанаси“ (1934)
- „С перо, кръст и знаме“ (1934) – исторически разкази
- „С кръст и меч. Поп Груйо и Априлското въстание 1876“ (1939) – исторически разкази
- „Остриетата на меча“ (1939) – исторически разкази
- „Вещери“ (старинно поверие в четири картини) (1939)
- „Подготовката на Велчовата завера“ (1940)
- „Стефан Караджа“ (1940) – романизирана биография
- „Борците на Зареница“ (1940) – сборник разкази
- „Св. св. Кирил и Методий. Епоха на славянското просвещение“ (1940) – студия
- „Момчил юнак“ (1941)
- „Дамян Зограф“ (1942) – сборник разкази
- „Петър и Асен“ (1942)
- „Цар Иван Асен ІІ“ (1942) – детски исторически разказ
- „Цар Калоян“ (1942) – детски исторически разказ
- „Константин Тих и Ивайло“ (1942) – детски исторически разказ
- „Шишмановци“ (1942) – детски исторически разказ
- „Сапун без купон“ (1943) – фейлетони
- „В змийското гнездо“ (1943) – роман